# Wallern im Burgenland
Wallern im Burgenland (in ungherese: Valla) è un comune austriaco di 1 733 abitanti nel distretto di Neusiedl am See, in Burgenland; ha lo status di comune mercato (Marktgemeinde).